# 波姆维克
波姆维克（法語：Pommevic，法語發音：[pɔmvik]）是法国奧克西塔尼大區塔恩-加龙省的一个市镇，属于卡斯泰尔萨拉桑区。

## 地理
波姆维克（44°6'0"N, 0°56'1"E）面积5.75 平方千米，位于法国奧克西塔尼大區塔恩-加龙省，该省份为法国西南部内陆省份，北起顺时针与洛特省、阿韦龙省、塔恩省、上加龙省、热尔省和洛特-加龙省接壤。
与波姆维克接壤的市镇（或旧市镇、城区）包括：古杜维尔、马洛斯、瓦朗斯、梅尔勒。

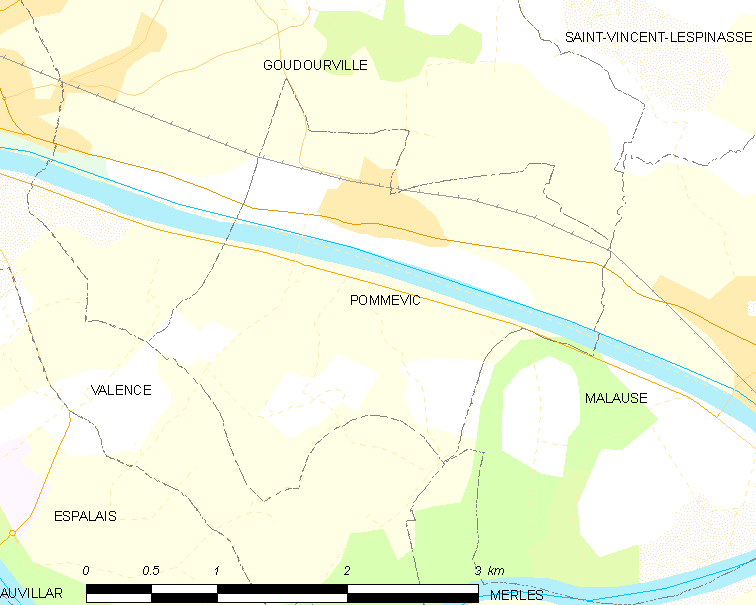
波姆维克的OSM定位图

波姆维克的时区为UTC+01:00、UTC+02:00（夏令时）。

## 行政
波姆维克的邮政编码为82400，INSEE市镇编码为82141。

## 政治
波姆维克所属的省级选区为瓦朗斯县。

## 人口

1962-2008年间波姆维克人口变化图示

波姆维克于2022年1月1日时的人口数量为580人。